# José Manuel Arias Carrizosa
José Manuel Arias Carrizosa (Charalá, 17 de agosto de 1933-Bogotá, 23 de enero de 2019) fue un político, profesor universitario y abogado colombiano.
Fue conocido como el «manco de Charalá», por haber incumplido su afirmación de que «antes de votar por Julio César Turbay para la presidencia, preferiría cortarse el brazo» y como «Amadeus» durante el gobierno de Virgilio Barco, «haciendo referencia a su tendencia al protagonismo».[cita requerida]

## Estudios y vida académica
Estudió Derecho en la Sede Principal de la Universidad Libre (Colombia), de la cual se graduó en 1955. Se desempeñó como profesor de Filosofía del Instituto Caldas de la ciudad de Bucaramanga. Fue profesor de Derecho Penal y el segundo Decano de la Facultad de Derecho de la Universidad Autónoma de Bucaramanga entre 1975 y 1976; de la cual, también, fue su Rector en 1976.

## Publicaciones
- Amnistía e indulto para la democracia, 1986.